# Batterstown
Batterstown (en irlandais, Baile an Bhóthair, localité de la route) est un petit village du townland de Rathregan (Ráth Riagáin), dans le comté de Meath, en Irlande.

## Vue d'ensemble

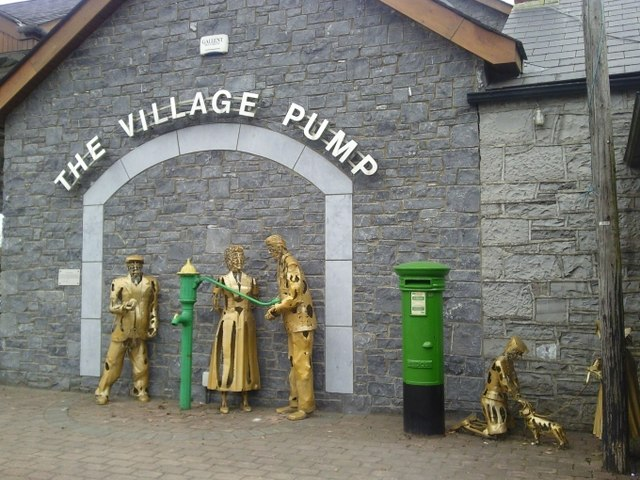
Statues dans le village.

Il se trouve à environ 23 km au nord-ouest de Dublin, sur la R154. Une course cycliste y est organisée tous les ans. Environ 40 maisons composent le village, sa population voisine les  150 habitants.[réf. nécessaire]

## Services locaux
Le village a son école primaire, Rathregan National School.
Le bureau de poste a fermé en 2018.

## Sports
Le club de Batterstown Gaelic Athletic Association s'appelle Blackhall Gaels GAA qui s'entraîne principalement dans la localité. En féminines, les Gaelic football, Ladies' Gaelic football, hurling et camogie jouent localement.

## Transports
La gare de Batterstown, sur la ligne de chemin de fer Dublin – Navan a été ouverte le 1er juillet 1863, a été fermée au trafic de passagers le 27 janvier 1947, au trafic de marchandises le 12 juin 1961 et définitivement fermée le 1er avril 1963.
Le village est desservi par les Bus Éireann, ligne 111, Athboy à Dublin. Pour les bus Éireann M3 - Services de bus vers Dublin et les centres locaux, en 2015, cet itinéraire a amélioré les dessertes avec un service horaire en dehors des heures de pointe et renforcé pendant les heures d'affluence du matin,.